# Tom Krause
Tom Gunnar Krause, född 5 juli 1934 i Helsingfors, död 6 december 2013 i Hamburg, var en finländsk operasångare (baryton).
Krause studerade på 1950-talet sång privat under ledning av Antti Koskinen och samtidigt medicinsk vetenskap vid Helsingfors universitet. Efter avlagd medicine kandidatexamen 1956 koncentrerade han sig fullständigt på sångstudierna och studerade vid Wiens musikakademi 1956-59. Sin första konsert gav han i Helsingfors år 1958. Följande år gjorde han sitt genombrott i Berlin som Escamillo i Georges Bizets opera Carmen, och debuterade snart även på Metropolitan.
Krause gjorde en framgångsrik internationell karriär som såväl opera- som konsertsångare. Förutom Metropolitan uppträdde han även i La Scala och i Wiens, Münchens och Paris operor och på musikfester i Salzburg, Edinburgh, Glyndebourne och Bayreuth. Dessutom uppträdde han som solist med Berlinfilharmonikerna, New York Philharmonic, Chigagos, Clevelands och Paris orkestrar och med amsterdamska Concertgebouw.
Krause gjorde över 70 inspelningar. För sina inspelningar med Jean Sibelius sånger år 1984 tilldelades han Edison Prize- och Deutsche Schallplattenpreis-priserna. Särskilt blev han känd för sina tolkningar av Mozarts operaroller och tyska lieder.
Krause var professor i sång vid Sibeliusakademin 1989-90 och vid Hamburgs musikhögskola 1994-2000, och undervisade senare även vid musikhögskolan Escuela Superior de Musica Reina Sofia i Madrid. Han höll mästarkurser i sång på olika håll av världen till sin död.